# A Thousand Miles to Freedom
A Thousand Miles to Freedom: My Escape from North Korea (tiếng Pháp: Corée du Nord: 9 ans pour fuir l'enfer, tiếng Hàn: 열한 살의 유서, tạm dịch: Ngàn dặm tới tự do: Cuộc trốn chạy khỏi Bắc Triều Tiên của tôi) là một cuốn hồi ký xuất bản năm 2012 của Eunsun Kim viết chung với Sébastien Falletti. Ấn phẩm này được David Tian  dịch sang tiếng Anh vào năm 2015.

## Tổng quan
Phiên bản tiếng Anh được phát hành lần đầu tiên vào ngày 21 tháng 7 năm 2015 và có sẵn trên Amazon, tại Barnes and Nobles, cũng như nhiều hiệu sách khác. Ngay sau khi phát hành, nó đã xếp hạng số 1 trong một số danh mục trên Amazon, bao gồm Bản sách mới, Lịch sử Hàn Quốc và các danh mục khác.
Nguyên bản ban đầu được viết bằng tiếng Pháp có nhan đề Corée du Nord: 9 ans pour fuir l'enfer (tạm dịch: Bắc Triều Tiên: 9 năm thoát khỏi địa ngục), sau đó được dịch sang tiếng Na Uy và tiếng Hàn. David Tian đã dịch cuốn sách từ tiếng Pháp sang tiếng Anh chứ không phải từ tiếng Hàn sang tiếng Anh như nhiều cơ quan truyền thông đã đồn đoán.
Eunsun Kim, nhân vật trong cuốn hồi ký kể lại câu chuyện này, nói rằng có những phần trong cuộc đời cô vẫn hơi khó nói, và do đó cô đã loại bỏ chúng ra khỏi cuốn hồi ký của mình.